# Močarany
Močarany (maďarsky Mocsár) jsou částí města Michalovce, na východním Slovensku, v Košickém kraji.

## Historie
První písemné zmínky o obci pochází ze 14. století. V roce 1921 zde žilo 600 obyvatel, z toho 462 Čechoslováků, 80 Rusínů, 2 Maďaři a 34 Židů. V roce 1960 byla tehdejší obec Močarany přičleněna k města Michalovce a stala se jeho částí.

## Rodáci
- Gorazd Zvonický (1913–1995), básník, překladatel
- Hedviga Bystrická (1924–2018), mikropaleontoložka a vysokoškolská pedagožka
- Michal Kocák (1934 – 2024), literární historik, pedagog, editor, pracovník Matice slovenské